# Global Cities Dialogue
Global Cities Dialogue (Diálogo Global de Ciudades) es una asociación internacional sin fines de lucro, que agrupa a alcaldes y altos representantes políticos. Su filosofía está basada en el hecho de que el desarrollo de la sociedad de la información debe realizarse en beneficio de todos los ciudadanos y de la comunidad humana. Sus miembros se comprometen así a compartir sus ideas a fin de trabajar juntos con el objetivo de construir una sociedad de la información para todos, especialmente basada en el desarrollo sostenible.

## Historia
Global Cities Dialogue, llamada igualmente GCD, fue creada el 23 de noviembre de 1999 sobre la base de la iniciativa de 12 ciudades fundadoras. Su actividad comenzó luego de la firma de la Declaración de Helsinki « Alcaldes del Mundo por un Diálogo Global de Ciudades en la Sociedad de la Información« 
Actualmente es presidida por el Alcalde de Issy-les-Moulineaux (Altos del Sena, Francia), [André Santini]
La iniciativa surgió luego de toma de conciencia de las autoridades respecto de que sus ciudades tengan un papel clave a desempeñar en la Sociedad de la Información. De hecho, "son los factores geográficos, políticos, socio-económicos y culturales, donde millones de personas viven, trabajan y ejercen sus derechos como ciudadanos y consumidores. Son familiares de los ciudadanos y hacen frente a las principales cuestiones, los cambios y oportunidades de la sociedad de la información y de la democracia en los servicios del gobierno local ", según Erkki Liikanen, comisario europeo que patrocinó la fundación de la red en 1999.
En el año 2000, los estatutos del GCD fueron adoptados en Bremen, Alemania. Ese mismo año hizo su aparición el sitio Internet del GCD y además, las ciudades miembros se reunieron por primera vez en Sophia Antipolis, Francia. 
En 2004, GCD salió de las fronteras europeas para desarrollarse en Asia y en los países de América Latina.
Desde su creación, GCD ha participado activamente a través de conferencias y eventos relacionados con las nuevas tecnologías. Así, la organización ha participado en la Cumbre Mundial de Ciudades y Autoridades Locales para la Sociedad de la Información en Bilbao (2005), el Foro Mundial para la Democracia Electrónica (e-Democracy) en Issy-les-Moulineaux (2006) y la Conferencia de Lyon sobre la Solidaridad Digital (2008).
Hoy en día, GCD cuenta con más de 200 miembros y continúa creciendo.

## La organización
GCD se compone de la dirección, un comité directivo y las ciudades miembros. Está representado por el alcalde o el representante político de la ciudad elegida. Los mandatarios son elegidos por la Asamblea General por un período de dos años.
Cada ciudad miembro deberá designar un delegado, denominado Sherpa, con el objetivo de representarla. Los sherpas se reúnen periódicamente para decidir sobre los proyectos a desarrollar, la organización de las asambleas generales o la aplicación de las directivas.
La Asamblea General se reúne una vez al año y reúne a los alcaldes y/o altos funcionarios de las ciudades miembros. Su función es coordinar los planes de acción a implementar.
Actualmente, GCD tiene tres planes de acción principales, que son :
- La reducción de la Brecha digital.
- La implantación de tecnologías ambientalmente sostenibles.
- Las tecnologías móviles.

## Ejemplos de Innovaciones
Desde su creación, GCD ha apoyado siempre a sus miembros en la aplicación de la innovación al servicio de los ciudadanos. Igualmente, garantiza el intercambio correcto de experiencias entre las ciudades miembro. Así, se puso en marcha un estudio sobre los servicios móviles en 2008.
La adhesión de las ciudades miembros compromete personalmente a los alcaldes a mejorar la vida de sus habitantes gracias a las nuevas tecnologías. Las obras son numerosas, veamos aquí algunos ejemplos de innovaciones introducidas por algunas ciudades miembros :
La biblioteca electrónica : desde enero de 2010, Issy-les-Moulineaux (Francia) permite a los ciudadanos pedir prestado libros electrónicos de la misma forma que los libros tradicionales.
El pago a distancia: las ciudades de Amberes (Bélgica), Luxemburgo y Helsinki (Finlandia) han desarrollado para los habitantes la posibilidad de pago de boletos de autobús por SMS. Esto ha facilitado la compra de boletos y ha mejorado la puntualidad del transporte público. Las ciudades de Issy-les-Moulineaux (Francia), Colonia (Alemania) y Vilna (Lituania), a su vez, han instalado el sistema PayByPhone, permitiendo el pago del estacionamiento de vehículos a distancia.
Las zonas WiFi : ciudades tales como Barcelona (España), Bolonia (Italia), Metz (Francia) o Lyon (Francia) se encuentran cubiertas por terminales inalámbricas para facilitar el acceso a sus habitantes.
Informaciones vía SMS : La ciudad de Belo Horizonte (Brasil) ha establecido un sistema de alerta "Hola ciudadano" que permite a sus habitantes recibir información educativa o cultural a través de SMS. En Boston (Estados Unidos), es posible testificar sobre un crimen vía SMS gracias al sistema "Crimestoppers".
Informaciones turísticas: se encuentran disponibles por vía telefónica en Bremen (Alemania) y Buenos Aires (Argentina)

## Ciudades miembros (1999-2009)
| País            | Ciudad(es) | País                   | Ciudad(es) |
| --------------- | --- | ---------------------- | --- |
| Alemania        | Berlín, Bremen, Colonia | Argentina              | Buenos Aires, Curuzú Cuatiá |
| Australia       | Hume, Victoria State, Whittlesea                                                                                                 | Bélgica                | Amberes, Bruselas, Frameries, Seneffe |
| Benin           | Cotonú | Bosnia                 | Sarajevo |
| Brasil          | Belo Horizonte, Pirai, Porto Alegre, São Bernardo do Campo                                                                       | Bulgaria               | Nova Zagora, Panagyurishte |
| Burkina Faso    | Uagadugú | Canadá                 | Bromont, Moncton |
| Chile           | Puerto Montt, Santiago de Chile, Viña del Mar                                                                                    | China                  | Dadong, Xiang Fang |
| Colombia        | Bogotá | Congo                  | Dolisie |
| Corea del Sur   | Chuncheon, Gumi, Guro-Gu, No-Won                                                                                                 | Costa Rica             | Heredia, San Joaquin de Flores |
| Croacia         | Porec | Ecuador                | Quito |
| El Salvador     | Sonsonate | Emiratos Árabes Unidos | Dubái |
| Eslovaquia      | Banska Bystrica, Bratislava, Martin, Moldava nad Bodvou, Poprad                                                                  | Eslovenia              | Celje, Koper, Liubliana, Maribor, Nova Gorica, Velenje                                                                                                |
| España          | Barcelona, Bilbao, Sardañola del Vallés, Getafe, Gijón, Jun, Madrid, Málaga, San Sebastián de la Gomera, Telde, Valencia, Zamora | Estados Unidos         | Arvada, Boston, New Smyrna, Madison (New Jersey), Phoenix (Arizona), San Francisco, Seattle                                                           |
| Estonia         | Kuressaare, Paide, Tartu | Filipinas              | Naga |
| Finlandia       | Helsinki | Francia                | Burdeos, Issy-les-Moulineaux, Le Lamentin, Lyon, Marsella, Metz, Parthenay, Vandoeuvre-lès-Nancy                                                      |
| Grecia          | Atenas | Guatemala              | Ciudad de Guatemala |
| Honduras        | Choluteca, San Lorenzo (Valle)                                                                                                   | Hungría                | Kecskemet |
| India           | Vadodara | Italia                 | Bari, Bolonia, Carini, Catania, Celle Ligure, Cento, Florencia, Roma, Segrate, Siena, Verona                                                          |
| Japón           | Okayama | Letonia                | Liepāja, Riga, Ventspils |
| Lituania        | Vilna | Luxemburgo             | Luxemburgo |
| Mali            | Bamako, Baye, Bougouni, Commune III Bamako, Commune IV Bamako, Dilly, Kayes, Koutiala, Sangha, Segou                             | Malta                  | Birkirkara |
| Marruecos       | Agdal Ryad | Nicaragua              | Managua |
| Nueva Zelanda   | Wellington | Perú                   | Chorrillos, Independencia , Lima, Lince , Lurín , Miraflores , Oyón , Rioja                                                                           |
| Polonia         | Breslavia, Czestochova, Gdansk, Katowice, Lublin, Ostrow Wielkopolski, Pulawy, Sopot, Swarzedz, Tarnow, Walbrzych, Zakopane      | Portugal               | Abrantes, Castelo, Branco |
| República Checa | Hluboka, Hradec Kralove, Jihlava, Olomouc, Ostrava, Paradubice, Pilsen, Prague, Trinec                                           | Reino Unido            | East Riding, Edimburgo, Gateshead, Londres, London-Lewisham, Mánchester, Newcastle upon Tyne, North Tyneside, South Tyneside, Southampton, Sunderland |
| Rumania         | Alba Lulia, Bacau, Galati | Senegal                | Dakar, Goudomp, Rufisque, Thiès |
| Serbia          | Jagodina, Podgorica | Suecia                 | Bollnas, Karlskrona, Ronneby |
| Suiza           | Ginebra | Taiwan                 | Tainan |
| Turquía         | Yalova | Ucrania                | Járkov, Khmelnytsky, Kiev, Kovel, Krementchuk, Leópolis, Mykolajiv, Rivne, Shepetivka                                                                 |
| Uruguay         | Montevideo, Río Negro, Tacuarembó                                                                                                |                        | |

## Miembros observadores
* La Comisión Europea
* Agencia Mundial de Solidaridad Digital 
* Eurocities
* Global Business Dialogue on Electronic Commerce (GBDe) Archivado el 28 de enero de 2010 en Wayback Machine.
* Politech Institute
* Senegal und Freunde

## Anexos